# Хейстингс (Небраска)
Вижте пояснителната страница за други значения на Хейстингс.
Хейстингс (на английски: Hastings) е град в централната част на Съединените американски щати, административен център на окръг Адамс в щата Небраска. Населението му е около 25 000 души (2012).
Разположен е на 587 метра надморска височина във Вътрешните равнини, на 65 километра северно от границата с Канзас и на 215 километра югозападно от Омаха. Селището възниква през 1872 година като железопътен възел и получава името на един от собствениците на железницата, като през следващите години бързо се разраства със заселването на имигранти от Европа, главно англичани, ирландци, немци, датчани и волжки немци. По време на Втората световна война в Хейстингс е изграден голям военен завод, произвеждащ 40% от боеприпасите на Военноморския флот, но през 60-те години той е закрит.

## Известни личности
Родени в Хейстингс
- Санди Денис (1937 – 1992), актриса